# Spaltenbergung

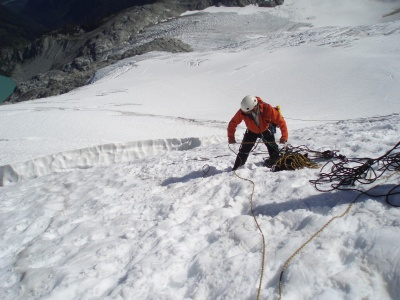
Vorbereitung zur Spaltenbergung

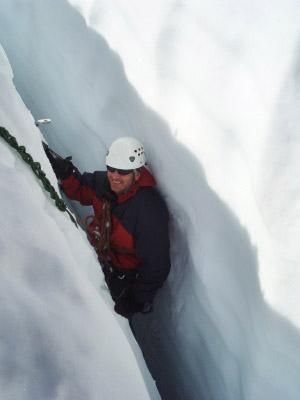
Ein „Verunglückter“ während eines Trainings

Als Spaltenbergung bezeichnet man Verfahren zur Rettung eines Bergsteigers aus einer Gletscherspalte. Je nach Situation kommen dabei verschiedene Methoden zum Einsatz.

## Techniken

### Große Seilschaften
In großen Gruppen, günstigstenfalls ab vier Bergsteigern, wird meist die Methode des Mannschaftszuges angewandt. Dabei wird der Verunglückte von einem Großteil des Teams herausgezogen, lediglich der der Spalte am nächsten befindliche Bergsteiger ist mit Kommunikationsaufgaben betraut. Problematisch ist dabei die Gefahr von weiteren Verletzungen für den Verunfallten, da der Zug am Seil sehr groß ist. Eventuell schneidet sich das Seil in das Eis am Spaltenrand ein und der zu Rettende wird gegen die Eiswand gezogen, wobei vor allem Thoraxverletzungen passieren können.

### Dreier-Seilschaften
Für eine Dreier-Seilschaft ist die Bergung schon deutlich komplexer und es kommt die lose Rolle zum Einsatz. Während der hinterste (am weitesten von der Spalte entfernte) Bergsteiger es übernimmt, den Mittleren zu sichern, kann dieser sicheren Standplatz schaffen. Vorzugsweise wird dazu eine Eisschraube verwendet. Ist dies nicht möglich, kann auch ein Eispickel quer zum Zug des Seiles in den Schnee gegraben werden. Danach wird der Zug des Seiles mittels einer Reepschnur auf die Verankerung übertragen, welche durch den Standplatzbauer durch dessen Gewicht gesichert wird. Damit ist der hinterste Bergsteiger entlastet und kann sich zum Spaltenrand bewegen. Das lose Ende des Seiles wird nun mit einem eingefädelten Karabinerhaken als Schlaufe zum Verunglückten hinabgelassen. Er hängt jetzt den Karabiner in den Anseilpunkt seines Klettergurtes, wodurch ein Umlenkpunkt geschaffen wird, der ein leichteres Heraufziehen, ähnlich einem Flaschenzug ermöglicht. Als Rücklaufsperre wird eine weitere Reepschnur per Prusik-Knoten angebracht.

### Selbstrettung
Ist die Gruppe nicht in der Lage, den Gestürzten aus der Spalte zu ziehen, muss sich der Verunglückte selbst retten. Mittels zweier Reepschnüre können durch Prusik-Knoten Steigschlingen geschaffen werden, mit deren Hilfe man bis zum Spaltenrand hochklettern kann. Das funktioniert durch abwechselnde Belastung der Reepschnüre, von denen eine über Kopfhöhe und eine auf Beinhöhe befestigt ist. Die untere wird fest mit einem Fuß verbunden, so dass der Bergsteiger sich nach oben drücken kann, wobei die obere Reepschnur weitergeschoben wird, bevor sie wieder die Belastung übernimmt, damit die Beinschlinge nachgezogen werden kann.
Über den Spaltenrand hinaus kann man so jedoch nicht gelangen, da das Seil eingeschnitten ist (durch die Belastung entsteht Druck auf das Eis, welches dabei schmilzt) und man die Schlingen nicht weiterschieben kann. Zunächst wird nun die untere Reepschnur abmontiert und eine Rücklaufsperre (beispielsweise Gardaschlinge) am Anseilpunkt geknüpft und durch diese das lose Ende des Seiles geführt, was wiederum wie eine Umlenkung wirkt. Jetzt muss das Seil noch durch einen Karabiner, welcher an der oberen Reepschnur befestigt ist und es ist ein Seilzug entstanden. Mit dessen Hilfe kann sich der Bergsteiger nun nach oben ziehen und entsprechend das Seil an der Spaltenkante entlasten, indem er sich mit den Füßen abstemmt. So lässt sich die Reepschnur über den Spaltenrand schieben und der Verunglückte kann sich vollständig aus der Spalte befreien.